# Имен Хонејм
Имен Хонејм (арап. ايمان غنيم) је египатскo-амерички геоморфолог. Позната је по открићу кратера Кебира у Сахари, у марту 2006. године. За овај кратер се сматра да је ударног порекла (астроблема). 2007. године открила је древно Мега-језеро (30.750 km²) испод песка Сахаре, у северном Дарфуру, у Судану.

## Каријера
Своју мастер диплому стекла је 1997. године на географском департману Танта универзитета у Египту. Докторирала је на Одсеку за географију Универзитета у Саутемптону, у Великој Британији. 2003. године започела је постдокторско усавршавање у Центру за даљинска очитавања, Универзитета у Бостону, САД. 2010. придружила се Одсеку који проучава Земљу и океане, на Универзитету Северна Каролина Вилмингтон и постала је директорка Лабораторије за истраживање даљинског осматрања.
Њен примарни фокус био је на примени географског информационог система (ГИС-а), даљинског очитавања (укључујући мултиспектралне, термалне и микроталасне радарске слике), беспилотне летелице и употребу хидролошког моделирања у опасности од бујица, подизању нивоа мора, суша и истраживању подземних вода у сушним и обалским пределима. Она је стручњак за обраду слика и коришћење широког спектра сателитских/просторних података укључујући мулти-спектралне, хипер-спектралне, термичке-инфрацрвене (ТИР), микроталасне (радарске слике) и дигиталне моделе висине(ДЕМ). Објавила је више од 27 стручних радова, више од 48 чланака и одржала низ радионица, семинарских предавања и курсева за мултидисциплинарне делегате.